# Hiperaldosteronisme
L'hiperaldosteronisme o aldosteronisme és una afecció mèdica en la qual es produeix massa aldosterona. Els nivells elevats d'aldosterona poden provocar una disminució dels nivells de potassi a la sang (hipopotassèmia) i un augment de l'excreció d'ions hidrogen (alcalosi). L'aldosterona es produeix normalment a les glàndules suprarenals.
L'hiperaldosteronisme primari és quan les glàndules suprarenals estan massa actives i produeixen quantitats excessives d'aldosterona.
L'hiperaldosteronisme secundari és quan una altra anormalitat provoca l'excés de producció d'aldosterona.

## Signes i símptomes
L'hiperaldosteronisme pot ser asimptomàtic, però aquests símptomes poden estar presents:
- Fatiga
- Mal de cap
- Pressió arterial alta
- Hipopotassèmia
- Hipernatrèmia
- Hipomagnesèmia
- Paràlisi intermitent o temporal
- Espasmes musculars
- Debilitat muscular
- Entumiment
- Poliúria
- Polidípsia
- Pessigolleig
- Alcalosi metabòlica[3]

## Causes

### Primària
L'hiperaldosteronisme primari (hiperaldosteronisme hiporeninèmic) és causat més sovint per la hiperplàsia suprarenal idiopàtica (micronodular) bilateral (gairebé el 70% dels casos) i l'adenoma suprarenal (síndrome de Conn) (al voltant del 30% dels casos). Aquests causen hiperplàsia de les cèl·lules productores d'aldosterona de l'escorça suprarenal, provocant l'hiperaldosteronisme.
S'han identificat dues formes familiars: el tipus I (frenable amb dexametasona), i el tipus II, que s'ha relacionat amb el gen 7p22.

### Secundària
L'hiperaldosteronisme secundari (també hiperreninisme o hiperaldosteronisme hiperreninèmic) es deu a la hiperactivitat del sistema renina-angiotensina-aldosterona (SRAA).
Les causes de l'hiperaldosteronisme secundari són venes renals accessòries, displàsia fibromuscular, reninoma, acidosi tubular renal, síndrome del trencanous, tumors ectòpics, ascites massiva, insuficiència ventricular esquerre i cor pulmonar. Aquests actuen tant per la disminució del volum de líquid circulant com per la disminució del cabal cardíac, amb un augment resultant de l'alliberament de renina que condueix a l'hiperaldosteronisme secundari. L'hiperaldosteronisme secundari també pot ser causat per l'acidosi tubular renal proximal. L'hiperaldosteronisme secundari pot ser causada per una mutació genètica als ronyons que provoca falta de retenció de sodi i potassi. Aquests trastorns es poden referir a síndromes com la síndrome de Bartter i la síndrome de Gitelman.
El pseudohiperaldosteronisme imita l'hiperaldosteronisme sense augmentar els nivells d'aldosterona.